# あの娘とわたしとあの子
『あの娘とわたしとあの子』（あのことわたしとあのこ）は、Nakanoまるのミニ・アルバム。2020年4月15日に花とポップスより配信限定でリリース。

## 概要
リリース作品としては、前年発売の『WOW』以来8ヶ月ぶり。
本作はNakanoまるによるギターの弾き語り曲を集めた作品で、弾き語り音源のみを収録した作品は自身初となる。本作に収録された楽曲について、Nakanoまるは「人や出来事との関係性の中で、出て行ったり、放り出されたり、置いて行かれたりして、一人ぼっちになった時にできた曲たち」とコメントしている。
ディスクジャケットは町田ひろみが手がけたイラストが使用された。レコーディング・エンジニアとしてタカユキカトーが参加。
音楽配信サイトOTOTOYでの購入特典としてセルフライナーノーツが付属。

## 収録内容
| 全作詞・作曲: Nakanoまる。 |                              |            |            |      |
| #                          | タイトル                     | 作詞       | 作曲・編曲 | 時間 |
| 1.                         | 「ここ」                     | Nakanoまる | Nakanoまる | 2:10 |
| 2.                         | 「はっぴぃえんどでサヨナラ」 | Nakanoまる | Nakanoまる | 3:56 |
| 3.                         | 「またね」                   | Nakanoまる | Nakanoまる | 2:23 |
| 4.                         | 「女の子の裏工作」           | Nakanoまる | Nakanoまる | 3:03 |
| 5.                         | 「go back to the moon」      | Nakanoまる | Nakanoまる | 3:31 |
| 合計時間:                  | 合計時間:                    | 15:03      |            |      |

## 曲の解説
1. ここ
本作のリード曲で、出光興産のCMソングとして書き下ろされた楽曲[5]。本作には再録された音源での収録[2][3]。
2. はっぴぃえんどでサヨナラ
「他人を愛するには、まず自分自身を愛してあげなくてはならない」というテーマを持った楽曲[6]。
ミュージック・ビデオが制作されている。監督は留置太輔。
3. またね
4. 女の子の裏工作
5. go back to the moon
Nakanoまるが出演した舞台『令和源氏オペレッタ』劇中歌の弾き語りバージョン[1][2][3]。